# وولفرين والإكس- من (مسلسل)
وولفرين والإكس- مين (بالإنجليزية: Wolverine and the X-Men)‏ هو مسلسل رسوم متحركة من شركة مارفل.

## الشخصيات
- وولفرين
  - هو قائد الفريق وأكثرهم احتمالاً فقواه هي التشافي واخراج مخالب من المعدن.
- ستورم
  - تعتبر من أقوى الأعضاء في الفريق قدرتها التحكم بالطقس (الاعاصير والجليد والرعد والنيران)كما تستطيع الطيران.
- بيست
  - عبقري الفريق جسد شبيه بالقرد مكسو بفرو أزرق لكنه قوي جداً.
- نايت كرولر
  - له فرو أزرق وأذنين مستدقتي الرأس، كما له ذيل، ويستطيع الانتقال من مكان إلى آخر في لحظات.
- شادو كات
  - تستطيع العبور خلال الجدران وجعل نفسها شفافة.
- آيس مان
  - لديه قوة جليدية.
- ايما فروست
  - قوة تخاطرية.
- اينجال
  - لديه أجنحة قوية وهو أضعف من في الفريق.
- سايكلوبس
  - قائد الفريق سابقاً قبل فقدانه لصديقته جين جراي يستطيع إخراج الليزر من عينيه.

## الممثلون
- مروان فرحات - وولفرين
- مأمون الرفاعي - بيست - سايكلوبس
- يحيى الكفري - نايت كرولر - كويك سيلفر
- رأفت بازو - ايس مان - فورج
- همسة الحايك
- أسيمة يوسف (مدرجة باسم أسيمة أحمد)
- هشام كفارنة - سايبرتوث
- سمر كوكش - جين جراي - دومينو
- مجد ظاظا
- محمد خير أبو حسون - بيشوب
- إياس أبو غزالة - إنجيل
- قصي قدسية
- رائد مشرف
- آمنة عمر
- فيحاء حامد
- لينا ضوا
- نضال حمادي
- خلدون قاروط
- نعمان حاج بكري

## طاقم العمل

### النسخة العربية
- الترجمة والإعداد: طالب الرفاعي
- التدقيق اللغوي: رمضان أيوب
- المكساج: منار السمكري
- المونتاج والتترات: محمد القزة
- إدارة الإنتاج: رضوان حجازي
- المتابعة المالية: محمد حسان مهنا، عبد القادر نبهان
- إنتاج وتوزيع: CARTOON STAR (ماهر الحاج ويس)
- تنفيذ الدوبلاج: مركز الزهرة
Free Zone
Damascus
Tel:2126025
Fax:2134317
- الإشراف الفني: يحيى الكفري

## روابط خارجية
- ولفرين والإكس مين على موقع IMDb (الإنجليزية)
- ولفرين والإكس مين على موقع ميتاكريتيك (الإنجليزية)
- ولفرين والإكس مين على موقع روتن توميتوز (الإنجليزية)
- ولفرين والإكس مين على موقع أول موفي (الإنجليزية)
- ولفرين والإكس مين على موقع كينوبويسك (الروسية)
- ولفرين والإكس مين على موقع ألو سيني (الفرنسية)
- ولفرين والإكس مين على موقع قاعدة بيانات الفيلم (الإنجليزية)